# Furfuryliertes Holz

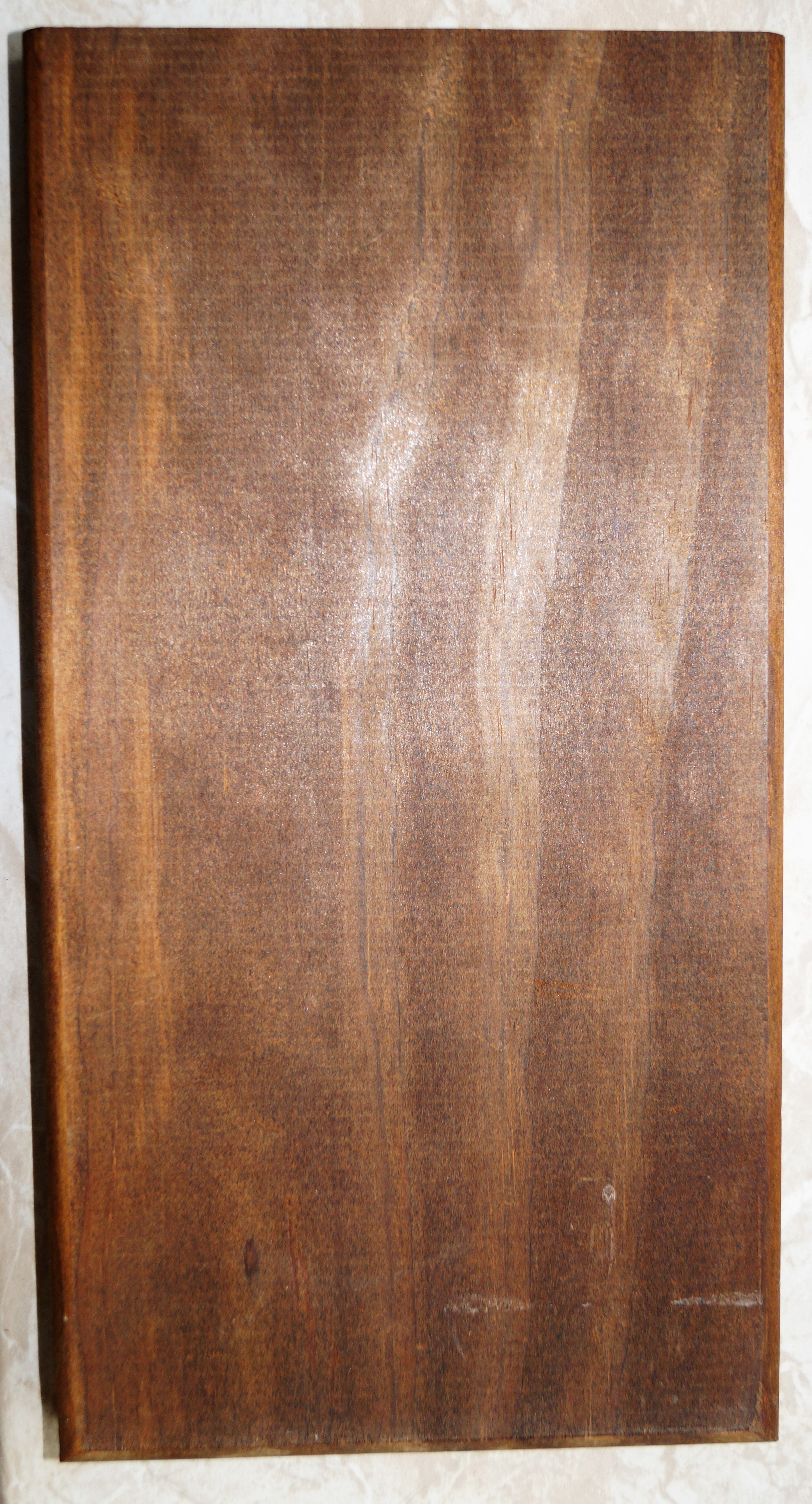
Beispiel für furfuryliertes Holz (Pinus Radiata mit einem Beladungsgrad von 30–35 %)

Furfuryliertes Holz (englisch: furfurylated wood) beschreibt das Endprodukt einer Behandlung von Holz mit Furfurylalkohol. Dieser Vorgang wird auch Furfurylierung genannt. Die Furfurylierung ist ein kommerziell verwendeter Modifikationsprozess, um die Eigenschaften von Holz zu verbessern. Hierbei werden die Zellwände des Holzes mit Furfurylalkohol gequollen, der innerhalb der Zellwände polymerisiert. Mit dieser Behandlung wird die Wasseraufnahmefähigkeit des Holzes gesenkt und so die für Holz übliche Neigung zur Verformung bei Feuchteänderung reduziert. Auch die Härte und Fäulnisresistenz des modifizierten Holzes ist gegenüber der von nativem Holz verbessert. Der verwendete Furfurylalkohol wird durch die Hydrierung von Furfural aus biologischen Reststoffen, wie Spelzen oder Bagasse, gewonnen.

## Physikalische und chemische Prozesse
Bei der Furfurylierung von Holz werden die Zellwandmembranen der Holzzellen zunächst mit Furfurylalkohol gequollen; der Furfurylalkohol dringt aufgrund seiner Polarität und seiner Größe in die Zellwand ein. Die Polymerisierung des Furfurylalkohols im Holz stellt eine komplexe Reaktion dar, deren Abläufe noch nicht vollkommen nachvollzogen sind. Es ist noch nicht klar, ob der Furfurylalkohol innerhalb der Zelle nur mit sich selbst reagiert und auspolymerisiert, oder ob der Furfurylalkohol auch mit den Zellwandkomponenten, wie Cellulose, reagiert. Durch den auspolymerisierten Furfurylalkohol innerhalb der Zelle werden die Holzzellen hydrophobiert.

## Geschichte
Die Furfurylierung von Holz ist ein Prozess, der zum ersten Mal von Alfred Stamm in den 1950ern in den USA erforscht wurde, dessen größere Verbreitung auf dem Markt bisher aber ausgeblieben ist. Die erste industrielle Produktion von furfuryliertem Holz in den USA lief ab den 1960ern. In den 1980ern wurde durch eine Arbeitsgruppe des Professors Marc Schneider in Kanada ein Zweistufenprozess entwickelt. Das Holz wurde hier zuerst mit einem Katalysator und anschließend mit dem Furfurylalkohol getränkt. So hergestelltes furfuryliertes Holz konnte wegen der hohen Kosten der zweistufigen Tränkung nicht mit den am Markt geforderten Preisen hergestellt werden. 1997 wurde die Firma Wood Polymer Technologies ASA in Norwegen zum Bau einer Pilotanlage für das einstufige Herstellungsverfahren gegründet. Ab 2000 erfolgt die Vermarktung von furfuryliertem Holz in den USA und Europa. 2004 betrug die Herstellungskapazität in Porsgrunn, Norwegen 3.000 m³ pro Jahr. 2008 wurde die Kapazität auf 25.000 m³ pro Jahr erhöht.

## Herstellung
Die Herstellung nach dem von Marc Schneider entwickelten Prozess erfolgt in folgenden Schritten:
1. Lagerung und Vermischung der Tränklösung: Hier werden ca. 40 % Furfurylalkohol,[9] Wasser, Polymerisationsinitiatoren, Katalysatoren und Tenside vermengt und anschließend in einen Lagertank getankt.
2. Imprägnierung: Das Holz wird in einem Druckkessel in einem dreistufigen Prozess getränkt, zuerst wird ein Vakuum angelegt um die verbleibende Luft aus dem Holz zu ziehen. Im zweiten Schritt wird das Holz bei Drücken um 13 bar mit der Tränklösung getränkt. Schritt drei stellt eine kurze Entspannungsphase dar, in der der Kessel auf Umgebungsdruck gebracht wird. Der gesamte Vakuumkessel kann um 5° gekippt werden um die überschüssige Tränklösung auf den Brettern ablaufen zu lassen.[10]
3. Trocknung und Polymerisierung: Das getränkte Holz wird in Vakuumtrocknern durch eine direkte Erhitzung mit Dampf getrocknet. Durch den hohen Siedepunkt von 170 °C von Furfurylalkohol ist es möglich zuerst das Wasser aus dem Holz zu trocknen und die Polymerisierung bei einer zweiten höheren Temperaturstufe durchzuführen. Das Kondensat, welches bei der Trocknung anfällt, wird zur weiteren Verwendung der Tränklösung zugeführt.[10]
4. Nachtrocknen: Das modifizierte Holz wird bei moderaten Temperaturen nachgetrocknet um Emissionen zu minimieren und die Endfeuchte einzustellen.[8]

Als zur Produktion von furfuryliertem Holz verwendete Holzarten wurde 2010 Kiefer (Pinus Sylvestris) mit einem Anteil von 80 % genannt. Zusätzlich wurden Southern Yellow Pine (Pinus palustris), Buche (Fagus sylvatica) und Ahorn (Acer saccharum) eingesetzt.

## Eigenschaften
Die Eigenschaften des modifizierten Holzes sind stark von der Einbringmenge und Konzentration des Furfurylalkohols abhängig. Durch den Anteil von Furfurylalkohol in einer wässerigen Tränklösung kann die Einbringmenge an Furfurylalkohol kontrolliert werden. So ist es möglich, die Eigenschaften des modifizierten Holzes einzustellen.
Bei einem Beladungsgrad von 30–35 % erhöhen sich die Härte, das Gewicht, die mechanischen Eigenschaften, die Dimensionsstabilität und die Resistenzen gegen Insekten, Pilze und Chemikalien so weit, dass das Produkt in die Dauerhaftigkeitsklasse 1 eingestuft wird. Das Holz dunkelt infolge des Prozesses gerade bei hohen Einbringmengen an Furfurylalkohol stark, daher wird es sowohl in den Eigenschaften wie auch in der Farbe als Ersatz für Tropenholz gehandelt und verwendet. Der einzige Nachteil liegt bei stark modifiziertem Holz in einer Erhöhung der Sprödigkeit des Holzes.
Auch bei einem geringen Beladungsgrad verbessern sich die mechanischen Eigenschaften des Holzes, doch ist hier nicht die Resistenz gegen Schädlinge wie Pilze und Insekten gegeben, auch die dunkle Verfärbung des Holzes fällt schwächer aus. Gering modifiziertes Holz wird daher im Innenbereich, meist als Bodenbelag, eingesetzt.
Bei einem Beladungsgrad von 50 % stellt sich eine hohe Resistenz gegenüber maritimen Schiffsbohrern, wie dem Schiffsbohrwurm (Teredo navalis), ein.
Furfuryliertes Holz wird als ökologisch unbedenkliches Produkt gehandelt, da sowohl das Holz als auch der Furfurylalkohol aus nachwachsenden Rohstoffen erzeugt werden.

## Kebony
Aktuell gibt es nur einen Hersteller von furfuryliertem Holz mit dem Namen Kebony und Sitz in Oslo, Norwegen. 2024 produziert dieses Unternehmen in Norwegen sowie in Belgien. 2017 wurden 22.000 m³ hergestellt.
2020 produziert der Hersteller Kebony zwei unterschiedlich stark getränkte Varianten von furfuryliertem Holz.
Das Produkt Clear wird aus neuseeländischer Monterey Kiefer (Pinus radiata) primär als Terrassenholz hergestellt.
Die natürliche Dichte des Holze von 480 kg/cbm wird durch einen hohen Beladungsgrad von 40 % um 190 kg/cbm auf 670 kg/cbm erhöht, wodurch Dauerhaftigkeitsklasse 1 (EN-350) erreicht wird. Brinell Härte 4,2 N/mm².
Das Produkt Charakter wird aus schwedischer Gewöhnlicher Kiefer (Waldkiefer, Pinus sylvestris) als Fassadenverkleidung, Dachdeckung und als Terrassenholz mit deutlich geringerem Beladungsgrad von nur 80 kg/cbm hergestellt, wodurch sich die natürliche Dichte des Kiefernholzes von 490 kg/cbm auf 570 kg/cbm erhöht.  Aufgrund der weniger intensiven Behandlung empfiehlt der Hersteller die Schnittkanten des Produkts Charakter zusätzlich mit einem Holzschutzmittel zu versehen.